# هورست بليكر
هورست بليكر (بالألمانية: Horst Bleeker)‏ (مواليد 17 يونيو 1938) هو سبّاح ألماني، مثّل بلاده في الألعاب الأولمبية الصيفية 1956.

## روابط خارجية
هورست بليكر على موقع الاتحاد الدولي للسباحة (الإنجليزية)
- هورست بليكر على موقع أوليمبيديا (الإنجليزية)